# Montgomery (Alabama)
Montgomery è la capitale dello stato statunitense dell'Alabama e capoluogo dell'omonima contea.
La città è situata nella parte centro-meridionale dello Stato, sul fiume Alabama. Con una popolazione di 198.218 unità Montgomery risulta essere la seconda città dello Stato per numero di abitanti, superata solo da Birmingham, e la 103ª negli Stati Uniti d'America.
Montgomery ha svolto un ruolo importante in momenti decisivi della storia degli Stati Uniti d'America come la guerra di secessione ed il movimento per i diritti civili degli afroamericani.
Fu la prima capitale degli Stati Confederati d'America, ruolo che dal 1862 passò a Richmond.

## Geografia fisica

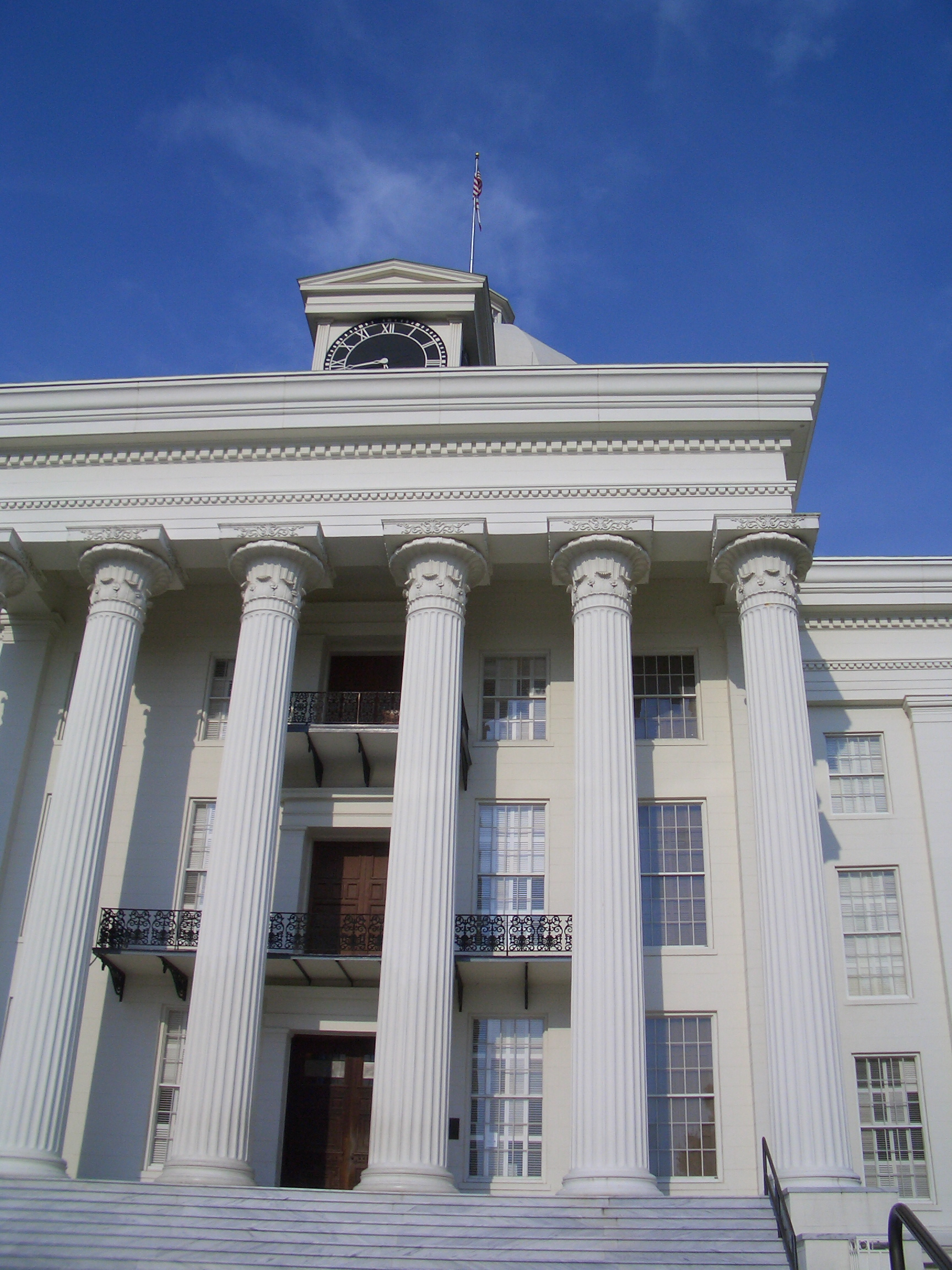
The State Capitol, costruito nel 1850

Montgomery si trova a 32°21'42" Nord, 86°16'45" Ovest.
Secondo l'United States Census Bureau, la città ha una superficie totale di 404,5 km², dei quali 2,1 km² coperti da acque.
Paesaggio urbano
Il centro di Montgomery si trova lungo la riva meridionale del fiume Alabama, a circa 9,7 km a valle della confluenza dei fiumi Coosa e Tallapoosa. La caratteristica più importante dello skyline di Montgomery è la torre RSA di 114 m, costruita nel 1996 dai sistemi di pensionamento dell'Alabama. Altri edifici importanti includono 60 Commerce Street, 8 Commerce Street e RSA Dexter Avenue Building. Il centro contiene anche molti edifici governativi statali e locali, tra cui l'Alabama State Capitol. Il Campidoglio si trova in cima a una collina a un'estremità di Dexter Avenue, lungo la quale si trova anche la chiesa battista di Dexter Avenue, dove Martin Luther King Jr. era pastore. Sia il Campidoglio che la Dexter Baptist Church sono riconosciuti come monumenti storici nazionali dal Dipartimento degli interni degli Stati Uniti. Altri edifici degni di nota includono RSA Dexter Avenue, quartier generale RSA, Alabama Center for Commerce, RSA Union e Renaissance Hotel and Spa.
Un isolato a sud del Campidoglio si trova la Prima Casa Bianca della Confederazione, la casa in stile italiano del 1835 in cui vivevano il presidente Jefferson Davis e la famiglia mentre la capitale confederata era a Montgomery. Il terzo monumento storico nazionale di Montgomery è Union Station. Il servizio di treni passeggeri per Montgomery cessò nel 1989. Oggi la Union Station fa parte dello sviluppo del Riverfront Park, che comprende un anfiteatro, un molo fluviale, una passeggiata sul fiume e il Riverwalk Stadium.
Tre isolati a est del Convention Center, Old Alabama Town ospita più di 50 edifici restaurati del XIX secolo. Il Riverwalk fa parte di un piano più ampio per rivitalizzare l'area del centro e collegarlo al lungomare. Il piano include la silvicoltura urbana, lo sviluppo di tamponamenti e il rinnovamento della facciata per incoraggiare la crescita commerciale e residenziale. Un centro congressi di 10.400 m², completato nel 2007, ha incoraggiato la crescita e l'attività nell'area del centro e ha attratto più negozi e ristoranti di fascia alta.
Altri sviluppi del centro includono la storica Dexter Avenue, che sarà il centro di un quartiere del mercato. Un progetto di paesaggio urbano da 6 milioni di dollari ne sta migliorando il design. Maxwell Boulevard ospita il Wright Brothers Park di recente costruzione. Per questa zona sono previsti appartamenti di lusso. Il Bell Building, situato di fronte alla Rosa Parks Library and Museum, è in fase di ristrutturazione per un uso misto di spazi commerciali e residenziali.
Il Memoriale nazionale per la pace e la giustizia è stato inaugurato nel centro di Montgomery il 26 aprile 2018. Fondato dalla Equal Justice Initiative, riconosce il passato storico del terrorismo razziale e del linciaggio in America.
A sud del centro, attraverso l'Interstate 85, si trova l'Alabama State University. Il campus dell'ASU è stato costruito in stile architettonico coloniale revival dal 1906 fino all'inizio della seconda guerra mondiale. I dintorni dell'ASU sono il Garden District e il quartiere storico di Cloverdale. Le case in queste aree risalgono al 1875 circa fino al 1949 e sono in stile tardo vittoriano e neogotico. L'Huntingdon College si trova all'estremità sud-occidentale di Cloverdale. Il campus è stato costruito nel 1900 in stile Tudor Revival e Gothic Revival. [38] ASU, il Garden District, Cloverdale e Huntingdon sono tutti elencati nel Registro nazionale dei luoghi storici come distretti storici.
Il lato est di Montgomery è la parte in più rapida crescita della città. Lo sviluppo del quartiere di Dalraida, lungo l'Atlanta Highway, iniziò nel 1909, quando gli sviluppatori Cook e Laurie acquistarono un terreno dalla piantagione di Ware. Uno scozzese, Georgie Laurie chiamò l'area per Dál Riata, un dominio gaelico del VI-VII secolo; un successivo errore di ortografia in un annuncio ha portato all'ortografia corrente. I primi lotti furono venduti nel 1914. I due più grandi centri commerciali della città (Eastdale Mall e The Shoppes at Eastchase), così come molti grandi magazzini e complessi residenziali, si trovano sul lato est.
L'area è anche sede del Wynton M. Blount Cultural Park. Questo parco di 240 acri (1,0 km²) contiene l'Alabama Shakespeare Festival e il Montgomery Museum of Fine Arts.

### Clima
Montgomery ha un clima subtropicale umido (Köppen Cfa), con inverni brevi e miti, primavere e autunni caldi ed estati lunghe, calde e umide. La temperatura media giornaliera a gennaio è di 8,1 °C (46,6 °F) e ci sono 3,4 giorni con minime inferiori a -7 °C (20 °F); 10 °F (-12 °C) e inferiore è estremamente raro. La media giornaliera di luglio è di 27,7 °C (81,8 °F), con massime che superano i 32,2 °C (90 °F) su 86 giorni all'anno e 37,8 °C (100 °F) il 3,9.
Gli indici di calore del pomeriggio estivo, molto più spesso della temperatura effettiva dell'aria, sono spesso pari o superiori a 100 °F. [44] La variazione di temperatura diurna tende ad essere ampia in primavera e in autunno.
Le piogge sono ben distribuite durante tutto l'anno, anche se febbraio, marzo e luglio sono i mesi più piovosi, mentre ottobre è significativamente il mese più secco.
Le nevicate si verificano solo durante alcuni inverni, e anche allora di solito sono deboli. Buone tempeste di neve sono rare, ma si verificano circa una volta ogni 10 anni. Gli estremi vanno da −5 °F (−21 °C) il 13 febbraio 1899 a 107 °F (42 °C) il 7 luglio 1881.

I temporali portano gran parte delle piogge di Montgomery. Questi sono comuni durante i mesi estivi ma si verificano durante tutto l'anno. Occasionalmente possono verificarsi forti temporali, che producono grandi grandinate e venti dannosi oltre ai normali pericoli di fulmini e forti piogge, in particolare durante la primavera. Forti tempeste comportano anche il rischio di tornado. A volte, le perturbazioni tropicali - alcune delle quali colpiscono la costa del Golfo come uragani prima di perdere intensità mentre si spostano verso l'interno - possono portare piogge molto abbondanti.
| Montgomery          | Mesi  | Mesi  | Mesi  | Mesi  | Mesi | Mesi  | Mesi  | Mesi  | Mesi  | Mesi | Mesi  | Mesi  | Stagioni | Stagioni | Stagioni | Stagioni | Anno    |
| Montgomery          | Gen   | Feb   | Mar   | Apr   | Mag  | Giu   | Lug   | Ago   | Set   | Ott  | Nov   | Dic   | Inv      | Pri      | Est      | Aut      | Anno    |
| ------------------- | ----- | ----- | ----- | ----- | ---- | ----- | ----- | ----- | ----- | ---- | ----- | ----- | -------- | -------- | -------- | -------- | ------- |
| T. max. media (°C)  | 14,1  | 16,6  | 20,9  | 24,8  | 28,9 | 32,1  | 33,4  | 33,3  | 30,7  | 25,7 | 20,6  | 15,3  | 15,3     | 24,9     | 32,9     | 25,7     | 24,7    |
| T. min. media (°C)  | 2,1   | 4,0   | 7,4   | 10,9  | 15,9 | 20,1  | 21,9  | 21,7  | 18,4  | 11,9 | 6,6   | 3,0   | 3,0      | 11,4     | 21,2     | 12,3     | 12,0    |
| Precipitazioni (mm) | 118,1 | 134,1 | 151,1 | 102,1 | 89,9 | 103,4 | 133,1 | 100,6 | 100,8 | 74,2 | 117,1 | 123,4 | 375,6    | 343,1    | 337,1    | 292,1    | 1 347,9 |

## Storia

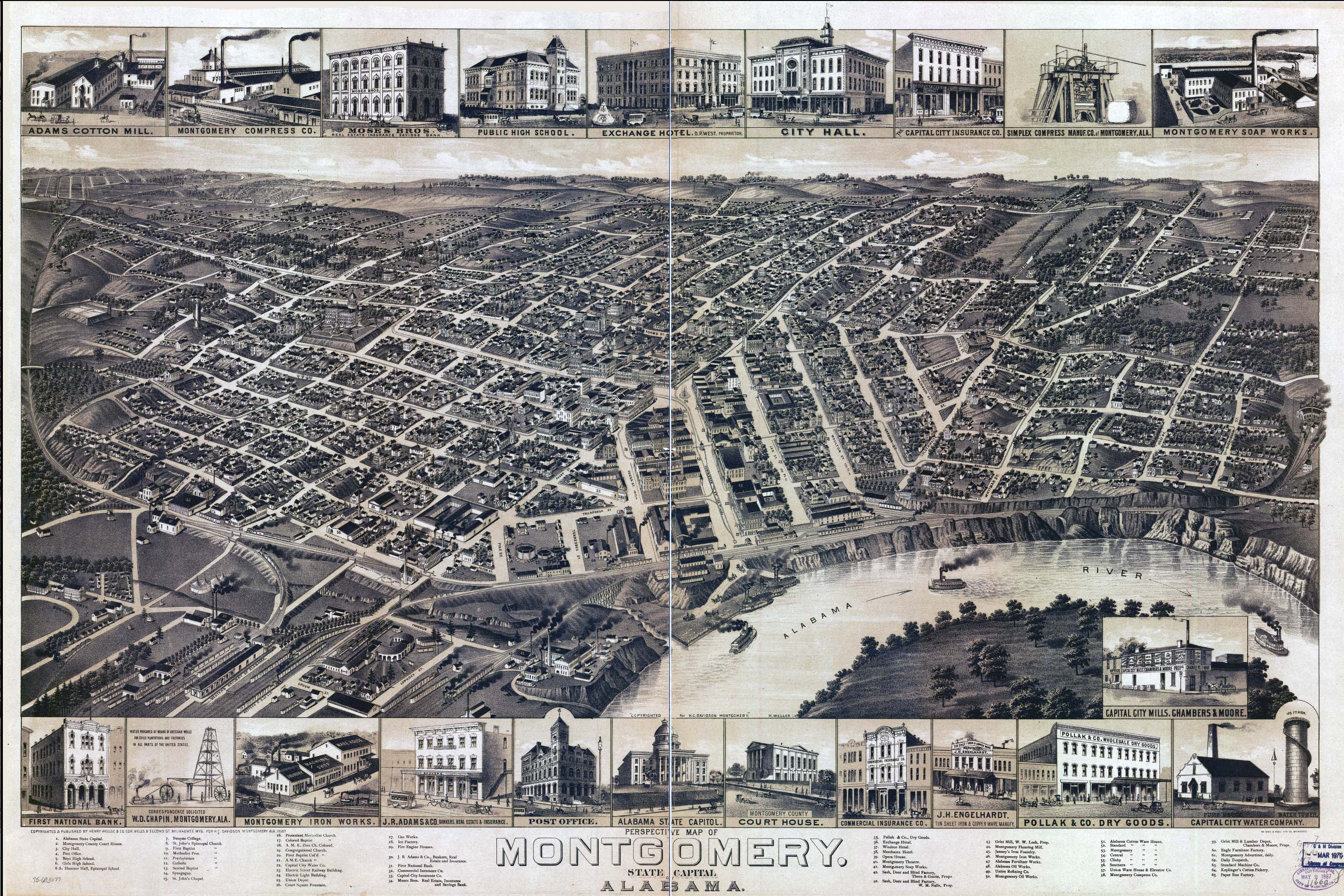
Veduta a volo d'uccello di Montgomery del 1887.

Prima dell'arrivo degli europei l'area era popolata dalle tribù degli Alabama e dei Coshuatta. Nel 1785 Abraham Mordecai, un veterano di guerra, costruì sul sito che oggi ospita Montgomery una stazione di posta. L'area nel frattempo era stata popolata dai Creek, dopo che gli Alabama e i Coushatta, sotto la pressione degli Irochesi e dei Cherokee si erano rifugiati verso l'ovest, controllato dagli spagnoli. Con la fine delle ostilità tra i Creek e gli statunitensi cominciarono ad affluire nell'Alabama centrale numerosi coloni europei. Un primo gruppo fondò l'insediamento Alabama Town, mentre un'altra carovana costruì a 3 km di distanza, sul sito che oggi ospita il centro di Montgomery, la città di New Philadelphia. Data la prosperità di quest'ultima nuova città gli abitanti di Alabama Town si trasferirono in massa vicino alla ricca cittadina creando l'insediamento di East Alabama Town. Dopo un'iniziale rivalità, le due città si unirono il 3 dicembre 1819 con il nome di Montgomery. Essa deve il suo nome al generale Richard Montgomery, che morì durante la guerra d'indipendenza americana nel tentativo di conquistare il Quebec, in Canada.

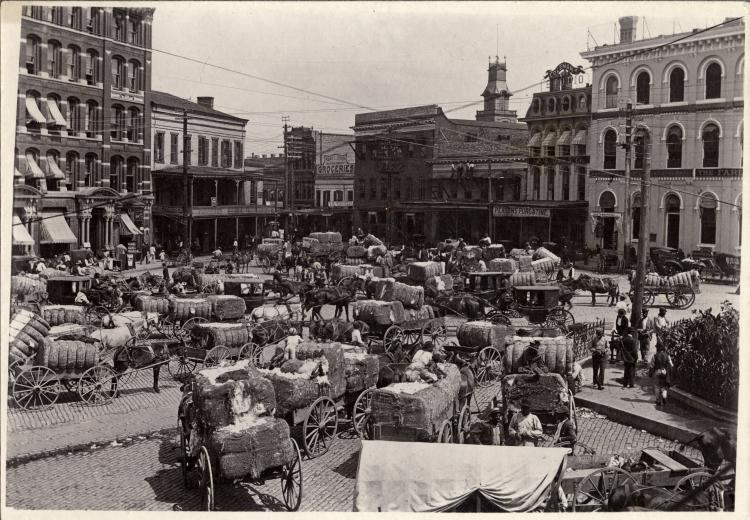
Carri carichi di cotone nelle strade di Montgomery.

Grazie al commercio del cotone la città ebbe un importante sviluppo. Nel 1822 divenne capoluogo della contea omonima. Il 28 gennaio 1846 la capitale dello Stato venne trasferita da Tuscaloosa a Montgomery.
Con la secessione degli stati schiavisti dall'Unione, Montgomery ospitò i delegati di Alabama, Carolina del Sud, Florida, Georgia, Louisiana e Mississippi che in un congresso proclamarono la nascita degli Stati Confederati d'America. Montgomery fu la prima capitale della Confederazione e qui vi venne insediato il presidente Jefferson Davis. Nel 1865 le truppe nordiste guidate dal generale James H. Wilson conquistarono la città.
Martin Luther King ottenne l'attenzione della nazione per la questione dei diritti civili durante il suo incarico (1954/1960) come pastore della Chiesa Battista di Dexter Avenue, a due isolati dall'edificio del Campidoglio dello Stato. Un memoriale è stato eretto vicino alla chiesa. Il 1º dicembre 1955, Rosa Parks divenne una eroina dei diritti civili rifiutandosi di cedere il suo posto su un autobus ad un uomo bianco. La reazione al suo arresto portò al boicottaggio dei bus a Montgomery, che durò 382 giorni e costrinse la città ad eliminare le distinzioni razziali dal regolamento del suo sistema di trasporti pubblici il 21 dicembre 1956. Nel 1965 Montgomery fu la meta finale di tre storiche marce antirazziste organizzate da Martin Luther King.

## Società

### Evoluzione demografica
Abitanti censiti (in migliaia)

Secondo il censimento del 2010, risultano 205 764 abitanti.

### Etnie e minoranze straniere
La composizione etnica della città è 37,3% bianchi, 56,6% neri, 0,2% nativi americani, 2,2% asiatici, 0,1% isolani del Pacifico, 2,2% di altre etnie, e 1,3% di due o più etnie. L'1,23% della popolazione è ispanica. I bianchi non ispanici erano il 36,1% della popolazione nel 2010, mentre nel 1970 erano il 66%.

## Economia
La posizione centrale di Montgomery nella cintura nera dell'Alabama l'ha resa a lungo un centro di trasformazione per colture di materie prime come cotone, arachidi e soia. Nel 1840 la contea di Montgomery guidava lo stato nella produzione di cotone e nel 1911 la città trattava 160.000-200.000 balle di cotone all'anno. Montgomery ha anche avuto grandi settori della fabbricazione di metalli e della produzione di legname.
Grazie alla sua posizione lungo il fiume Alabama e agli ampi collegamenti ferroviari, Montgomery è stata e continua ad essere un centro di distribuzione regionale per una vasta gamma di industrie. Dalla fine del XX secolo, ha diversificato la sua economia, ottenendo un aumento dell'occupazione in settori come la sanità, gli affari, il governo e la produzione. Oggi, il prodotto metropolitano lordo della città è di 12,15 miliardi di dollari, pari all'8,7% del prodotto statale lordo dell'Alabama.
Secondo i dati del Bureau of Labor Statistics dell'ottobre 2008, i maggiori settori di occupazione non agricola erano: governo, 24,3%; Commercio, trasporti e servizi pubblici, 17,3% (di cui 11,0% nel commercio al dettaglio); Servizi professionali e alle imprese, 11,9%; Manifatturiero, 10,9%; Istruzione e servizi sanitari, 10,0% (di cui 8,5% in Sanità e assistenza sociale); Tempo libero e ospitalità, 9,2%; Attività finanziarie, 6,0%, risorse naturali, miniere e costruzioni, 5,1%; Informazioni, 1,4%; e Altri servizi 4,0%. La disoccupazione per lo stesso periodo è stata del 5,7%, superiore del 2,5% rispetto a ottobre 2007 [59]. La città attira anche lavoratori dall'area circostante; La popolazione diurna di Montgomery aumenta del 17,4% a 239.101.
A gennaio 2011, i maggiori datori di lavoro di Montgomery erano Maxwell-Gunter Air Force Base (12.280 dipendenti), lo stato dell'Alabama (9.500), Montgomery Public Schools (4.524), Baptist Health (4.300), Hyundai Motor Manufacturing Alabama (3.000), Alfa Insurance (2.568), la città di Montgomery (2.500), Jackson Hospital & Clinic (1.300), Rheem Water Heaters (1.147) e Regions (977).
Secondo il Living Wage Calculator della Pennsylvania State University, il salario dignitoso per la città è di US $ 8,02 l'ora (o $ 16.691 all'anno) per un individuo e $ 25,80 l'ora ($ 53.662 all'anno) per una famiglia di quattro persone. Questi sono leggermente superiori alla media statale di $ 7,45 l'ora per un individuo e $ 25,36 per una famiglia di quattro persone.

## Assistenza sanitaria
Montgomery funge da hub per l'assistenza sanitaria nella regione centrale dell'Alabama e della Black Belt. Gli ospedali situati in città includono il Baptist Medical Center South su South East Boulevard, il Baptist Medical Center East vicino al campus della Auburn University Montgomery su Taylor Road e il Jackson Hospital, che si trova vicino a Oak Park, all'uscita dell'autostrada 85. Montgomery è anche casa a due campus della scuola di medicina: Baptist Medical Center South (gestito dall'Università dell'Alabama a Birmingham) e Jackson Hospital (gestito dall'Alabama Medical Education Consortium).

## Cultura
Montgomery ha una delle più grandi scene artistiche di qualsiasi città di medie dimensioni in America. Il Wynton M. Blount Cultural Park a est di Montgomery ospita il Montgomery Museum of Fine Arts. Le collezioni permanenti del museo includono arte e scultura americana, arte meridionale, stampe di maestri europei e collezioni di opere in porcellana e vetro. La Society of Arts and Crafts gestisce una galleria cooperativa per artisti locali.
Lo zoo di Montgomery ospita più di 500 animali, provenienti da cinque continenti, in 40 acri (0,16 km²) di habitat privi di barriere. L'Hank Williams Museum contiene una delle più grandi collezioni di cimeli di Williams nel mondo. Il Museo dell'Alabama funge da museo ufficiale di storia dello stato e si trova nel centro del Dipartimento di archivi e storia dell'Alabama. Questo museo è stato rinnovato e ampliato nel 2013 in un progetto da $ 10 milioni che include aggiornamenti tecnologici e molte nuove mostre e display. Il Planetario W. A. Gayle, gestito dalla Troy University, è uno dei più grandi nel sud-est degli Stati Uniti e offre tour del cielo notturno e spettacoli su argomenti di attualità in astronomia. Il planetario è stato aggiornato a un proiettore digitale a cupola intera nel 2014.
Blount Park contiene anche il Carolyn Blount Theatre dell'Alabama Shakespeare Festival. Il Festival di Shakespeare presenta spettacoli tutto l'anno sia di opere classiche che di spettacoli di interesse locale, oltre alle opere di William Shakespeare. Il Davis Theatre for the Performing Arts da 1200 posti, presso la Troy University nel campus di Montgomery, è stato inaugurato nel 1930 ed è stato rinnovato nel 1983. Ospita la Montgomery Symphony Orchestra, l'Alabama Dance Theatre e il Montgomery Ballet, oltre ad altre produzioni teatrali. La Symphony si esibisce a Montgomery dal 1979. Il Capri Theatre di Cloverdale è stato costruito nel 1941 e oggi mostra film indipendenti. Il Montgomery Performing Arts Center all'avanguardia da 1800 posti è stato inaugurato nel 2007 all'interno del centro congressi recentemente rinnovato. Ospita una serie di spettacoli, dalle rappresentazioni di Broadway ai concerti, e artisti come BB King, Gregg Allman e Merle Haggard.
Numerosi artisti musicali hanno radici a Montgomery: Toni Tennille del duo The Captain e Tennille, cantante jazz e pianista Nat King Cole, cantante country Hank Williams, cantante blues Big Mama Thornton, Melvin Franklin dei The Temptations e il chitarrista Tommy Shaw di Styx.
L'autrice e artista Zelda Sayre è nata a Montgomery. Nel 1918 incontrò F. Scott Fitzgerald, allora un giovane soldato di stanza in un posto dell'esercito nelle vicinanze. La casa in cui vissero quando si sposarono per la prima volta è oggi gestita come Museo F. Scott e Zelda Fitzgerald. Il poeta Sidney Lanier visse a Montgomery e Prattville subito dopo la guerra civile, mentre scriveva il suo romanzo Tiger Lilies.
Oltre a quei notevoli musicisti precedenti, alcuni dei gruppi rock di Montgomery hanno raggiunto il successo nazionale dalla fine del XX secolo. Gli artisti locali Trust Company hanno firmato con la Geffen Records nel 2002. Hot Rod Circuit si è formato a Montgomery nel 1997 con il nome di Antidote, ma ha raggiunto il successo con la Vagrant Records dopo essersi trasferito nel Connecticut. L'Ed Kemper Trio è diventato famoso nella scena musicale rock locale di Montgomery dal 1997 al 2004. Sono stati oggetto di People Will Eat Anything, un documentario musicale diretto da Shane Gillis. Ha debuttato al Teatro Capri nel 2004. Da allora i musicisti hanno stabilito carriere indipendenti.

### Istruzione
Montgomery ospita diverse università e college:
- Alabama State University
- Auburn University Montgomery
- Faulkner University
- Huntingdon College
- Troy University (Montgomery Campus)

La città di Montgomery e la contea di Montgomery sono servite dal sistema delle scuole pubbliche di Montgomery. Nel 2007 c'erano 32.520 studenti iscritti al sistema e 2.382 insegnanti impiegati. Il sistema gestisce 32 scuole elementari, 10 scuole medie e 5 scuole superiori, nonché 9 scuole magnetiche, 1 scuola alternativa e 2 centri di educazione speciale. Montgomery è una delle poche città in Alabama ad ospitare tre scuole pubbliche con programmi di baccalaureato internazionale. Nel 2007, la Forest Avenue Academic Magnet Elementary School e nel 2015 il Bear Exploration Center sono state nominate National Blue Ribbon School. Nel 2018, la LAMP High School è stata nominata la scuola magnetica n. 13 negli Stati Uniti e la scuola superiore pubblica n. 1 nello stato dell'Alabama nell'elenco di US News & World Report. Nella lista c'erano anche altre tre scuole superiori di Montgomery Public Schools, la maggior parte di qualsiasi sistema scolastico pubblico nello stato (BTW Magnet, Brewbaker Technology Magnet e Carver High School). Montgomery ospita anche 28 scuole private.
La biblioteca pubblica di Montgomery City-County gestisce undici biblioteche pubbliche in località della città e della contea.
La città ospita la più antica biblioteca di diritto dell'Alabama, la Corte Suprema e la Biblioteca di diritto statale, fondata nel 1828. Situata nell'edificio giudiziario di Heflin-Torbert, la Biblioteca giuridica possiede una rara collezione di libri contenente opere stampate già nel 1605.
Montgomery è stata la sede dell'Alabama State University, un'università storicamente nera, da quando la Lincoln Normal University for Teachers si è trasferita da Marion nel 1887. Oggi, l'ASU è la seconda più grande HBCU in Alabama che iscrive quasi 5.000 studenti da 42 stati degli Stati Uniti e 7 paesi. La Troy University pubblica un campus di 3.000 studenti nel centro di Montgomery che ospita la Biblioteca e il Museo Rosa Parks. Un'altra istituzione pubblica, la Auburn University di Montgomery, con quasi 5.000 iscritti per la maggior parte dalla zona di Montgomery, si trova nella parte orientale della città. Il Montgomery's Baptist Medical Centre South ospita anche un ramo della facoltà di medicina dell'Università dell'Alabama di Birmingham nel suo campus sull'Eastern Boulevard.
Montgomery è anche sede di diversi college privati: la Faulkner University, che conta 3.500 iscritti, è una scuola affiliata alla Chiesa di Cristo che ospita la Thomas Goode Jones School of Law. Huntingdon College, che ha una popolazione studentesca attuale di 1.000 ed è affiliato con la United Methodist Church, Virginia College e Amridge University.
Diversi college biennali hanno sedi a Montgomery, incluso l'H. Councill Trenholm State Technical College.
La Maxwell Air Force Base è la sede dell'Air University, il centro dell'aeronautica degli Stati Uniti per l'istruzione militare professionale. I rami della Air University con sede a Montgomery includono la Squadron Officer School, l'Air Command and Staff College, l'Air War College e il Community College of the Air Force.

### Media
Il quotidiano cittadino è il Montgomery Advertiser, fondato nel 1829 e di proprietà del gruppo editoriale Gannett.

## Infrastrutture e trasporti

### Strade
La principale via d'accesso alla città è l'autostrada interstatale I 65 che la unisce a nord con Birmingham e Huntsville e a sud con Mobile. A Montgomery termina l'I-85 che la congiunge con Atlanta e Charlotte. Il tessuto urbano cittadino è attraversato in senso ovest-est dall'US 80.

### Aeroporti
La città è servita dall'Aeroporto Regionale di Montgomery, situato a 14,5 km a sud-ovest del centro.

## Amministrazione
Montgomery è gemellata con:
- Pietrasanta[13][14]